# Fotbal v Egyptě

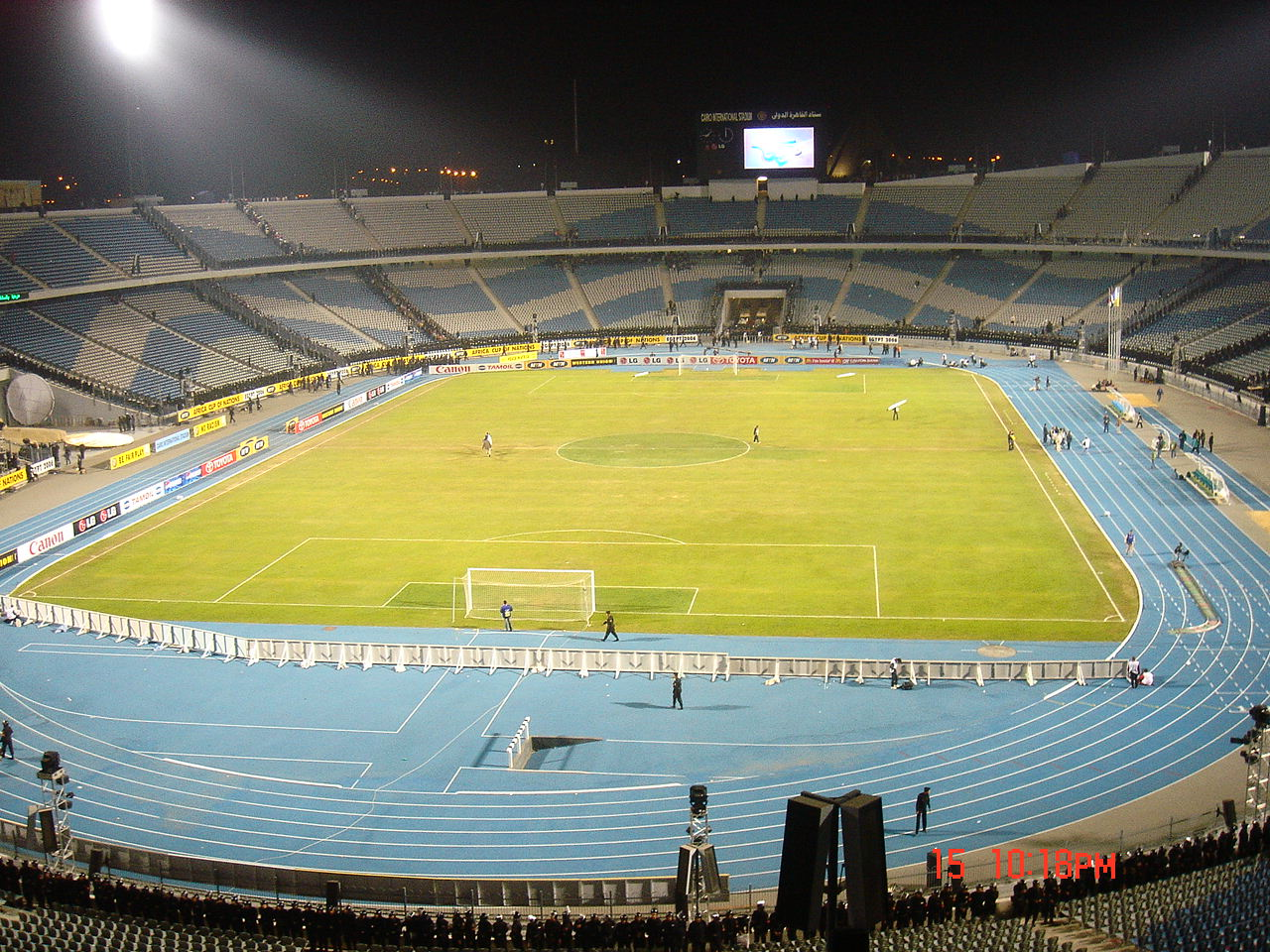
Domácí stadion týmu Al Ahly, který je rovněž využíván pro mezistátní utkání

Fotbal je nejpopulárnějším sportem v Egyptě.

## Národní fotbalový tým
Egyptský fotbalový tým (arabsky منتخب مصر لكرة القدم), přezdívaný Faraoni, je národním týmem Egypta a je spravován Egyptskou fotbalovou asociací. Stali se první africkou zemí, která se účastnila mistrovství světa. Svoji první účast na světovém šampionátu si připsali v roce 1934 v Itálii, kde podlehli v prvním kole Maďarsku 2-4. Od té doby se účastnili dvakrát světovéhošampionátu a to v roce 1990 v Itálii a 2018 v Rusku. Zde byli vyřazeni již po základních skupinách. Na africkém kontinentu je Egypt úspěšnější. V roce 1957 vyhrál první ročník Afrického poháru národů a tento triumf si zopakoval v letech 1959, 1986, 1998, 2006, 2008 a 2010.

## Egyptská Premier League
Egyptská Premier League (arabsky الدوري المصري الممتاز) je nejvyšší klubová soutěž v Egyptě, které se účastní celkem devatenáct týmů. Nejpopulárnějšími týmy jsou Al Ahly a Zamalek. Dalšími předními kluby jsou Ismaily (Ismá'ílíja), Al Masry (Port Said), Al-Ittihad Alexandrie (Alexandrie) a Al Mokawloon Al Arab (Káhira). Egyptská liga je považována za jednu z nejlepších lig v Africe. V žebříčku sestaveným mezinárodní federací historiků a statistiků je Egyptská Premier League ohodnocena jako třicátá nejlepší liga světa.